# 川嶋利佳
川嶋 利佳（かわしま りか、1989年10月3日 - ）は、日本の陸上競技選手。専門は中距離・長距離種目。キヤノンアスリートクラブ九州所属。

## 経歴・人物
京都府出身。与謝野町立江陽中学校では他の部活に所属していたが、陸上部顧問により駅伝に勧誘されたことを機に陸上に本腰を入れ始める。京都府立宮津高等学校、佛教大学教育学部教育学科卒業後、大分キヤノンマテリアル株式会社へ入社。
2009年、第86回関西学生陸上競技対校選手権10000m5位。第78回日本学生陸上競技選手権10000m6位。第34回札幌マラソン女子ハーフ（40歳未満）1位。2010年、第79回日本学生陸上競技選手権10000m8位。第28回全日本大学女子駅伝4区1位（区間賞）総合優勝。2013年、第31回都道府県対抗女子駅伝大分県代表。第41回全日本実業団ハーフ10km12位。2014年、第32回都道府県対抗女子駅伝大分県代表。

## 自己ベスト
- 5000m - 15分53秒92
- 10000m - 33分39秒84
- ハーフマラソン - 1時間15分03秒

## 脚註
1. ↑  佛教大学開学100周年ありがとうプロジェクト投稿企画／言い忘れた「 ありがとう」を伝えよう
2. ↑  「佛教大学陸上競技部女子中長距離部門ホームページ」2010年試合結果
3. ↑  「キヤノンアスリートクラブ九州ホームページ」